# ديفيد سكينر (منتج أفلام)
ديفيد سكينر (بالإنجليزية: David Skinner)‏ هو منتج أفلام أمريكي، ولد في 1946.

## وصلات خارجية
- ديفيد سكينر على موقع IMDb (الإنجليزية)
- ديفيد سكينر على موقع قاعدة بيانات الفيلم (الإنجليزية)